# نظرية الفئات
نظرية الفئة أو نظرية الفئات (بالإنجليزية: Category Theory)‏ في الرياضيات، وتتناول البنى الرياضية المختلفة بطريقة مجردة لتدرس خصائصها الأساسية والعلاقات المتبادلة فيما بينها وهي شديدة الصلة مع الطوبولوجيا الجبرية خصوصا في بداية نشأتها عندما تأسست من قبل صموئيل إيلينبرغ Samuel Eilenberg وسوندرز ماكلين في عام 1945. تظهر الفئات في جميع فروع الرياضيات وبعض فروع علم الحاسوب النظري والفيزياء الرياضية.

## الفئات ، الأشياء ، والمورفيزمات
تتكون الفئة C من معطيين:
·        جماعة  C0 من العناصر تسمى أشياء C نرمز لها، غالبا، بأحرف لاتينية كبيرة X، Y،  Z...
·        جماعة C1 من العناصر تسمى مورفيزمات أو أسهم C، غالبا، ما نرمز لها بأحرف صغيرة 𝒻، ℊ، 𝒽.
بحيث تحقق ما يلي:
·        يرتبط بكل سهم أو مورفيزم 𝒻 شيئان، يُسمى الأول بالمصدر أو المجال s(𝒻)  والشيء الثاني بالهدف t(𝒻)، عندما يكون للمورفيزم 𝒻 مصدر X وهدف Y نكتب :  𝒻 :X⟶Y .
·        كل شيء X له سهم مميز يسمى بمورفيزم أو سهم المطابقة idx :X→X . حيث يشير id  إلى identity أي المطابقة، طلبا للاختصار سنستعمل رمزا آخر لسهم المطابقة على X وهو 1X
·      عندما يكون  هدف السهم 𝒻 مطابقا لمصدر السهم ℊ، أي   (ℊ)t(𝒻)=s، ، عندئذ  يمكن تركيب السهمين لنحصل على مورفيزم جديد 𝒻∘ℊ يسمى بالمورفيزم المركب، بحيث إن مصدر السهم المركب 𝒻∘ℊ هو مصدر 𝒻، وهدفه هو هدف ℊ، نكتب ذلك بصيغة رمزية :

s( ℊ∘𝒻)=s(𝒻) و  t( ℊ∘𝒻)=t(ℊ) ، نمثل ذلك مبيانيا على الشكل الآتي:
```
𝒻
 
:
X
⟶
Y
  
,
 
ℊ
 
:
Y
⟶
Z
        
⇝
    
ℊ
∘
𝒻
 
:
X
⟶
Z

```

نقرأ المركب 𝒻∘ℊ  هكذا : ℊ بعد 𝒻، أو تركيب  𝒻 مع ℊ ، عملية تركيب الأسهم هي عملية ثنائية جزئية[1] بمعنى أنها غير معرفة على جميع الأسهم، خلافا للعمليات التي رأيناها سابقا مع البنيات الجبرية، ففي الزمرة مثلا عملية الزمرة معرفة على جميع عناصر المجموعة .
يجب أن تحقق هذه البنية ما يلي:
·        الوحدانية : لكل مورفيزم     𝒻 :X⟶Y، التركيبان  𝒻∘idx و 𝒻idy∘ مساويان لــ 𝒻
الرسم البياني في الشكل 67 تبادلي[1] ومن ثم فإن :
```
𝒻∘idx = 𝒻∘idy
```

·        التجميعية : إذا كان 𝒻 :X⟶Y و ℊ :Y⟶Z           و Z⟶W:𝒽  فإن :
[1] -تبادلي ترجمة للمصطلح الأجنبي commutative
[1] - partial binary operation
[1] - يتجنب علماء الرياضيات استعمال مصطلح مجموعة وتعويضه بمصطلح جماعة بسبب أزمة الأسس التي عصفت بنظرية المجموعات مع ظهور المفارقات التي ارتبطت بمفهوم المجموعة Set ، لذلك استبدلت بصنف class
[2] -يشير الحرف s إلى المصدر source فمصدر السهم 𝒻  يرمز له بالرمز s(𝒻) ، أما الحرف t فيشير إلى الهدف target ويرمز له بالرمز t(𝒻)
[3] Identity morphism

## خلفية حول الموضوع
دراسة التصنيفات محاولة لالتقاط ما هو شائع ومشترك في الأصناف المختلفة للبنى الرياضية المتنوعة.
ليكن لدينا الصف Grp من الزمر المؤلفة من جميع الأغراض التي لها «بنية زمرة». بشكل أكثر تحديدا، Grp تتألف من جميع المجموعات G المزودة بعلاقة ثنائية والتي تحقق مجموعة من البدهيات. وعن طريق مجموعة البدهيات تلك يمكن للمرء استنتاج مجموعة من المبرهنات حول الزمر. فمثلا من المسلمات الأساسية يمكن الاستنتاج مباشرة أن العنصر الحيادي للزمرة يكون وحيدا.
وبدلا من التركيز على الأغراض المفردة (الزمر) التي تمتلك نفس الخواص والبنية، كما تفعل النظريات الرياضية عادة، تحاول نظرية التصنيف ان تركز على انحفاظ الشكل - أي العمليات المحافظة على البنية - بين مختلف الأغراض. وقد تبين من دراسة انحفاظات الشكل أنها تمكننا من معرفة المزيد حول بنية الأغراض ذاتها (الزمر هنا). انحفاظات الشكل هنا هي تشاكل الزمر. تشاكل الزمر بين زمرتين «هو ما يحفظ بنية الزمرة» بشكل دقيق - أي أنه إسقاط دقيق لزمرة على أخرى، غنع «عملية» تأخذ الزمرة إلى زمرة أخرى. ومجمل المعلومات حول بنية الزمرة الأولى تصبح في الزمرة الثانية. دراسة تشاكلات الزمر تؤمن وسيلة ممتازة لدراسة الخواص العامة للزمر ونتائج بدهيات الزمر.